# Incurvaria

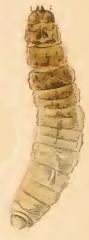
Gąsienica I. masculella

Incurvaria – rodzaj motyli z infrarzędu różnoskrzydłych i rodziny krzywikowatych.
Rodzaj ten opisany został w 1828 roku przez Adriana Hardy’ego Hawortha.
Łuski na głowie włosowate, żółte do żółtobrunatnych. Ssawka i głaszczki szczękowe krótkie, głaszczki wargowe dobrze rozwinięte. Przednie skrzydła zaokrąglone na wierzchołkach, ich żyłki radialne r4 i r5 niezrośnięte lub zrośnięte tylko u nasady. Narządy rozrodcze samców odznaczają się: zawieszką z ku przodowi skierowanymi wyrostkami bocznymi, rynienkowato wygiętym winkulum oraz łopatkowato lub strzałkowato zakończonym anellusem, często z dwoma ramionami obejmującymi edeagus. Samice mają torebkę kopulacyjną z gwiazdkowatymi znamionami.
Imagines latają w dzień. Gąsienice początkowo minują tarczowo lub wężykowato liście, po czym budują domek z kawałków suchych liści, w którym przezimowują, a następnie się przepoczwarczają.
Rodzaj holarktyczny. W Europie występuje 9 gatunków, z czego w Polsce 6.
Należą tu:
- Incurvaria circulella (Zetterstedt, 1839)
- Incurvaria evocata (Meyrick, 1924)
- Incurvaria koerneriella (Zeller, 1839)
- Incurvaria masculella (Denis & Schiffermuller, 1775)
- Incurvaria oehlmanniella (Hubner, 1796)
- Incurvaria pectinea Haworth, 1828
- Incurvaria ploessli Huemer, 1993
- Incurvaria praelatella (Denis & Schiffermuller, 1775)
- Incurvaria triglavensis Hauder, 1912
- Incurvaria vetulella (Zetterstedt, 1839)